# 나탈리아 베르베케
나탈리아 베르베케(Natalia Verbeke, 1975년 2월 23일 ~ )는 아르헨티나, 스페인의 배우이다. 벨기에 혈통을 갖고 있다.

## 출연 작품
- 메 트레조르 Mes trésors (2017)
- 나의 마지막 수트 (2017)
- 서비스 엔트런스 - 6층의 여인 (2011)
- 갈 (2006)
- 생존 게임 (2005)
- 템페스타 (2004)
- 풋볼 데이 (2003)
- 닷 더 아이 (2003)
- 연애의 기술 (2003)
- 엘 시드 - 전설의 영웅 (2003)
- 신부의 아들 (2001)
- 그 누구도 모른다 (1999)